# Jezierzyska
Jezierzyska – osada w Polsce położona w województwie zachodniopomorskim, w powiecie myśliborskim, w gminie Myślibórz.